# Ars Benevola Mater
Ars Benevola Mater je nezávislý italský label, specializovaný na vydávání projektů avantgardní hudby, pocházejících především ze střední a východní Evropy, hlavně zemí bývalého komunistického bloku. Jeho zakladatelem a vlastníkem je Mauro Casagrande. Soustřeďuje se na dark-ambientní hudbu, industriál, elektronický neoklassicimus i tvorbu, kterou lze zařadit do nových trendů soudobé vážné hudby. Vydavatelství vzniklo v roce 1999.

## Vydávaní autoři a soubory
Vladimír Hirsch (Česko), Job Karma, Lagowski (Polsko), Tamás Katai (Maďarsko), Oxyd, Anima mundi (Slovensko), Thorn-Agram (Lotyšsko), Radio Kuolema, ad.